# 明就仁波切

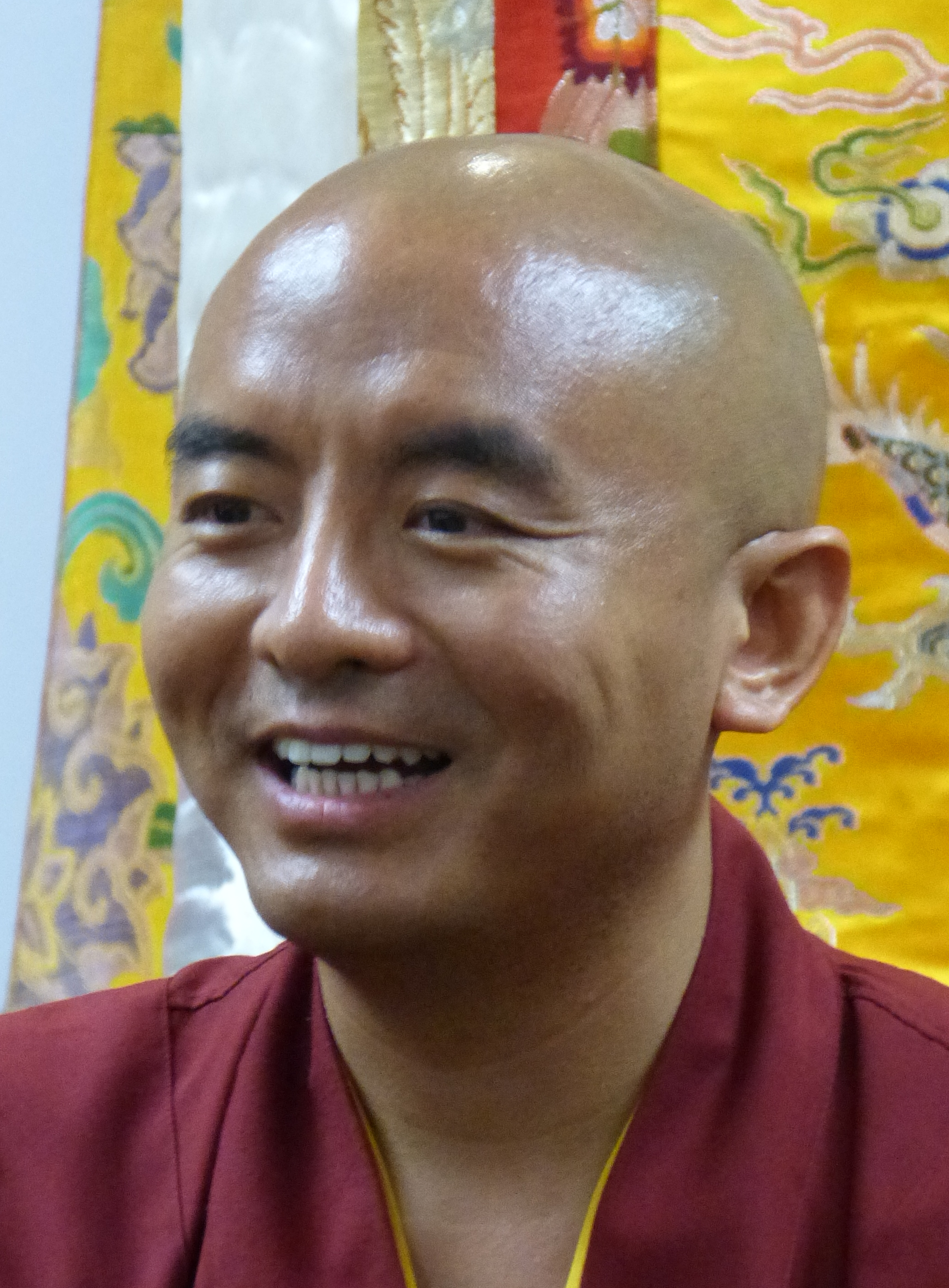
第七世詠給·米就‧多傑仁波切

詠給·明就·多傑仁波切（英語：Yongey Mingyur Rinpoche；藏語：ཡོངས་དགེ་མི་འགྱུར་རྡོ་རྗེ་，威利转写：yongs dge mi 'gyur rdo rje) ，藏傳佛教噶舉派與寧瑪派的傳承祖古。現今第七世詠給·明就仁波切是當代最知名的西藏新生代禪修大師，從小患有恐慌症，13歲藉由禪修克服恐慌症，17歲被指派為閉關房上師，是藏傳佛教史上最年輕的閉關上師。2002年參加美國威斯康辛大學的實驗研究，被測出大腦中的快樂指數在禪定狀態中，躍升了百分之七百，一度讓科學家以為儀器壞了，美國時代雜誌曾譽為「世界上最快樂的人」，也是《世界上最快樂的人》、《你是幸運的》、《請練習，好嗎》、《帶自己回家：藏傳佛法前行修持指導》四本暢銷書的作者。

## 第一世明就仁波切
第一世詠給‧明就仁波切，出生於十七世紀，他是藏王赤松德贊長子(請協助確認)：慕崔贊普(Mutri Tsenpo)，成為蓮花生大士二十五位成就弟子之一。蓮花生大士曾預言明就仁波切具有取出一百零八種伏藏的能力，他所取出的根本伏藏有三：一是《忿怒蓮師》；二是《貝瑪班雜》；三是《策竹塔謝卡覺》。他也曾依淨觀中領受的心意伏藏，撰成非常著名的《噶瑪巴西上師相應法儀軌》。
當時西藏邊境烽火兵亂，外、內、秘密之障礙叢生，噶舉教法非常衰微。他一如蓮師授記，取出完整的忿怒蓮師法要，並將之供養給第十世大寶法王卻映多傑。法王依之修法，此大巖取師亦親自修持完整之忿怒蓮師法九個月，因而協助法王平息了邊境之戰亂，以及一切外、內、秘密之障礙，使噶舉教法光燦如日中天。後半生他示現為大成就瑜伽行者，以佛法降伏了西藏九大魔眷，成辦無數弘法利生事業。

## 第二世明就仁波切
第二世詠給‧明就多傑誕生於拉拓，又名詠給三眼者。他如同忿怒蓮師多傑卓洛降臨，額間具第三眼，身上具有代表五明的表徵，異於常人。他以智慧、精進、慈悲成辦了廣大的弘法利生事業。

## 第三世至第六世明就仁波切
第三世至第六世的明就仁波切均現比丘相，也皆於經、續、五明深入聞思修，以禪修著稱。於自利，達無學境界；於利他，則以悲智大力，成辦無數利生事業。

## 天法明就仁波切與詠給明就仁波切
史上有二位明就‧多傑——天法‧明就‧多傑(Namcho Mingyur Dorje)和詠給‧明就‧多傑(Yongey Mingyur Dorje)，其經歷常為人所混淆，故於茲略作分別：
天法‧明就‧多傑乃是第一世詠給‧明就‧多傑之前一世。二者皆是大伏藏師，也皆值第十世大寶法王卻映多傑之世(十七世紀)。
天法‧明就仁波切示現為一少年聖者，發掘了許多重要的伏藏，其伏藏法主要的領受者為噶瑪‧恰美仁波切。這些蓮師所藏之伏藏法，日後為寧瑪白玉傳承奉為重要教法，如：《天法極樂淨土修持儀軌》和其內含的頗瓦等法，皆為今人所熟悉。
天法‧明就仁波切住世甚短，荼毘後，舌頭、心臟不壞，並有許多顯現藏文種子字之舍利。
第一世詠給‧明就仁波切，也發掘數部重要伏藏。他值遇第十世大寶法王且獻給他伏藏法。(此明就仁波切未值遇恰美仁波切)。其後，第十一世大寶法王為其所認出，且成為他的伏藏法之領受者。他所發掘的伏藏法，成為噶舉傳承之重要教法，今人所熟悉者，如︰《噶瑪巴西法》、《忿怒蓮師法》等。
第一世詠給‧明就仁波切之後半生，示現為大瑜伽行者，並以佛法降諸魔害。

## 前一世甘珠爾仁波切
甘珠爾(Kangyur)喇嘛．隆千耶謝多傑(1897-1975)，寧瑪派的大伏藏師，他生於康區日吾切的鬥熱瑪村。在衛地拉薩、羌達隆、羊珠達隆等地，把大藏經《甘珠爾》的口傳傳授了二十三遍。由於經常傳授《甘珠爾》，所以人們都稱他為「甘珠爾喇嘛」，並因此受到文殊菩薩的攝益，成為每天能以六倍於常人的速度讀六卷《甘珠爾》的聖者，有無數奇異的傳記。
他後來移居到印度大吉嶺山區。在他晚年的七Ο年代，西方知識份子正開始探索東方的性靈智慧，逐漸成熟了藏傳佛教盛行西方的因緣。當中，甘珠爾仁波切特別與來自法國的尋道者有緣，例如:「僧侶與哲學家」一書的作者 馬修．李卡德，即因與甘珠爾仁波切直接相處的經驗而開啟他的學佛修行之道。

## 第七世明就仁波切
第七世明就仁波切（1975年—），生於尼泊爾努日，父親為祖古烏金仁波切。仁波切由第十六世大寶法王噶瑪巴讓炯日佩多傑認證他為禪修大師詠給‧明就仁波切的轉世。頂果欽哲仁波切也認證他同時是禪修大師恰傑‧甘珠爾仁波切的轉世。
詠給明就仁波切具有能夠以清新、愉快而吸引人的方式來呈現西藏古老智慧的一種稀有的能力。他那甚深但卻平易近人的教法，以及他輕鬆的幽默感，使仁波切深受全世界各地學生的愛戴。最獨特的是仁波切在他的教導中，結合了他自己的個人體驗以及現代的科學研究，並將此二者連結到禪修練習上。
西元1975年，詠給明就仁波切誕生於西藏和尼泊爾交界處的喜瑪拉雅山區。他是新世代的藏傳佛教大師中躍升的新星。從非常幼年的時候，仁波切就為禪修的生活所吸引。童年時期，他就以多年的時間進行嚴謹的閉關。到了十七歲時，他受邀擔任他自己寺院的三年閉關中心的老師，這樣的職位極少會由如此年輕的上師來擔任。仁波切圓滿了經教哲理和內在心理層面的傳統佛教訓練，之後也在他位於北印度的主座寺院創辦了佛學院。
除了藏傳佛教廣博大量的禪修和經教的訓練外，明就仁波切也對西方的科學和心理學一直都深感興趣。從非常早年開始，他就與著名的神經學家法蘭西斯科瓦瑞拉展開連續的非正式討論，這位神經學家曾前往尼泊爾去向仁波切的父親祖古鄔金仁波切學習禪修。多年之後，在西元2002年時，明就仁波切和幾位長期禪修的行者，受邀前往位於美國威斯康辛大學的魏斯曼研究室，參與「頭腦成像和行為」的研究。在這次研究中，李察大衛森、安東路茲和其他科學家針對「禪修對高階禪修者的頭腦產生了什麼樣的影響」進行研究和觀察。這次破天荒的研究所獲得的結果，發表在包括《國家地理雜誌》和《時代雜誌》在內的許多擁有全球最多讀者群的出版品上。
明就仁波切前往全球各地教學，也在四大洲都成立了佛法中心。他經常直言不諱而且十分幽默地談到他自己遭遇到的個人困境，這讓他深受全世界數千位學生的敬愛。仁波切的暢銷書《世界上最快樂的人》（The Joy of Living: Unlocking the Secret and Science of Happiness），登上了《紐約時報》的銷售排行榜，並且已經被翻譯成二十種以上的語言版本。之後又發表了《你是幸運的》（Joyful Wisdom: Embracing Change and Finding Freedom），以及插畫童書《小吉寶貝》（Ziji: The Puppy that Learned to Meditate）。仁波切最新出版的中文書是教導止觀禪修的實修指引《請練習，好嗎？》和《帶自己回家：藏傳佛法前行修持指導》。
2011年起，仁波切開始他為期多年的隱姓埋名雲水禪修的閉關，直到2015年11月才圓滿了這次的閉關，然後不久2016年1月仁波切在菩提迦耶又進行了一次將近一個月的短期閉關。
2016年8月，明就仁波切前往法國弘法，在諾曼底持金剛林進行了系列講座，並在此地接受法國國家電視二台採訪，其內容在該電視台週日上午的“佛教智慧”節目播出。

## 中文著作
- 《世界上最快樂的人》，2008，江翰雯,德噶翻譯小組 譯，橡實文化出版社。ISBN 9789868388017
- 《根道果︰禪修的方法與次第》，2010， 江翰雯 等譯，海南出版社。ISBN 9787807001737
- 《你是幸運的》，2010，林瑞冠 譯，眾生出版社。ISBN 9789578813977
- 《明心之旅：次第走過》，2010，喜笑之歌編譯群 譯，喜笑之歌出版社。ISBN 9789868622616
- 《請練習，好嗎?：明就仁波切「開心禪」引導》，2011，妙融法師 譯，眾生出版社。ISBN 9789868622616
- 《小吉寶貝明就仁波切的小朋友開心禪》，2011，哲也、林瑞冠 譯，眾生出版社。ISBN 9789866091001
- 《帶自己回家：藏傳佛法前行修持指導》，2015，妙琳法師 譯，眾生出版社。ISBN 9789866091483
- 《自心伏藏：明就仁波切365個觀心口訣》，2016，眾生出版社。ISBN 9789866091650
- 《行腳：明就仁波切努日返鄉紀實》，2016，黃靖雅譯，眾生出版社。ISBN 9789866091667
- 《歸零，遇見真實：一位行腳僧，1648個「向內朝聖」的日子》，2019， 妙琳譯，眾生出版社。ISBN 9789869785945

## 外部連結
- 台灣德噶官方臉書
- 台灣Joy of Living讀書會
- Health: The Biology of Joy, Time Magazine, Jan. 09, 2005 （页面存档备份，存于）

1. ↑  Michael D. Lemonick, Health: The Biology of Joy, Jan. 09, 2005